# Elecciones generales de Basutolandia de 1965
Las elecciones generales se llevaron a cabo en el Territorio de Basutolandia (actual Lesoto, una colonia del Reino Unido enclavada en Sudáfrica) el 29 de abril de 1965, en preparación para la independencia del país como Reino de Lesoto el 4 de octubre del año siguiente. La victoria fue confirmada por una ajustada victoria del Partido Nacional Basoto, que obtuvo el 42.0 de los votos y 31 de los 60 escaños de la Asamblea Nacional.
La participación electoral fue del 62.8%. Leabua Jonathan se convirtió en primer ministro de Lesoto para un mandato de cinco años.

## Resultados
| Partido                              | Votos   | %    | Escaños |
| ------------------------------------ | ------- | ---- | ------- |
| Partido Nacional Basoto              | 108.140 | 42.0 | 31      |
| Partido del Congreso de Basutolandia | 103.068 | 40.0 | 25      |
| Partido de la Libertad Marematlou    | 40.414  | 16.5 | 4       |
| Partido Marema-Tlou                  | 5.697   | 2.2  | 0       |
| Independientes                       | 79      | 0.0  | 0       |
| Votos en blanco/anulados             | 4.426   | -    | -       |
| Total                                | 261.824 | 100  | 60      |
| Fuente: Nohlen et al.                |         |      |         |